# بارتولومه إستبان موريو
بارتولومه إستبان موريو (بالإسبانية: Bartolomé Esteban Murillo)‏ (ولد في إشبيلية في ديسمبر 1617 أو يناير 1618 - توفي في إشبيلية في 3 أبريل 1682). هو رسام باروكي إسباني من القرن السابع عشر. هو مع دييغو فيلاسكيز، فرانسيسكو دى زورباران وخوسيه ريبيرا، واحد من الممثلين الرئيسيين من الرسم العصر الذهبي وزعيم مدرسة إشبيلية،
المركز الفني الثاني لإسبانيا في القرن السابع عشر بعد مدريد. على عكس أسلافه ومعاصريه في الأندلس، لم يترك إشبيلية ولم يحصل على أي ترتيب من المحكمة الاسبانية. على الرغم من أن الكثير من أعمله دينية مثل «العذراء الوردية» لكنه مشهور بلوحاته من نوع صور النساء والأطفال وخاصة الفقراء، مثل صورة من «متسول الشباب» في متحف اللوفر، التي قدمت مشاهد الحياة اليومية إلى طبقة النبلاء في عصر الباروك وجعلت منه مشهورا.

## معرض رسم الفنان

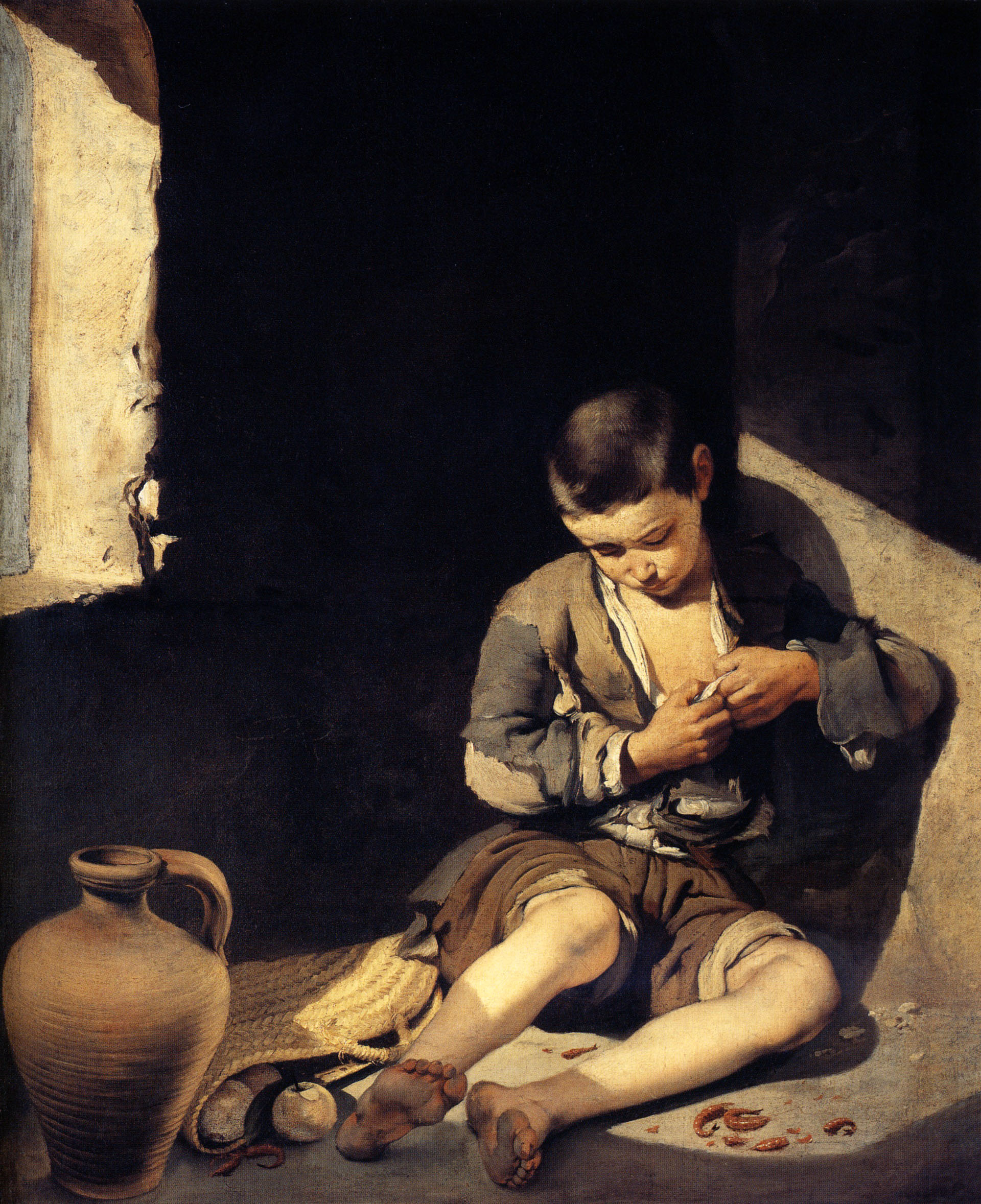
الشاب الشحاذ (1650)، متحف اللوفر، باريس
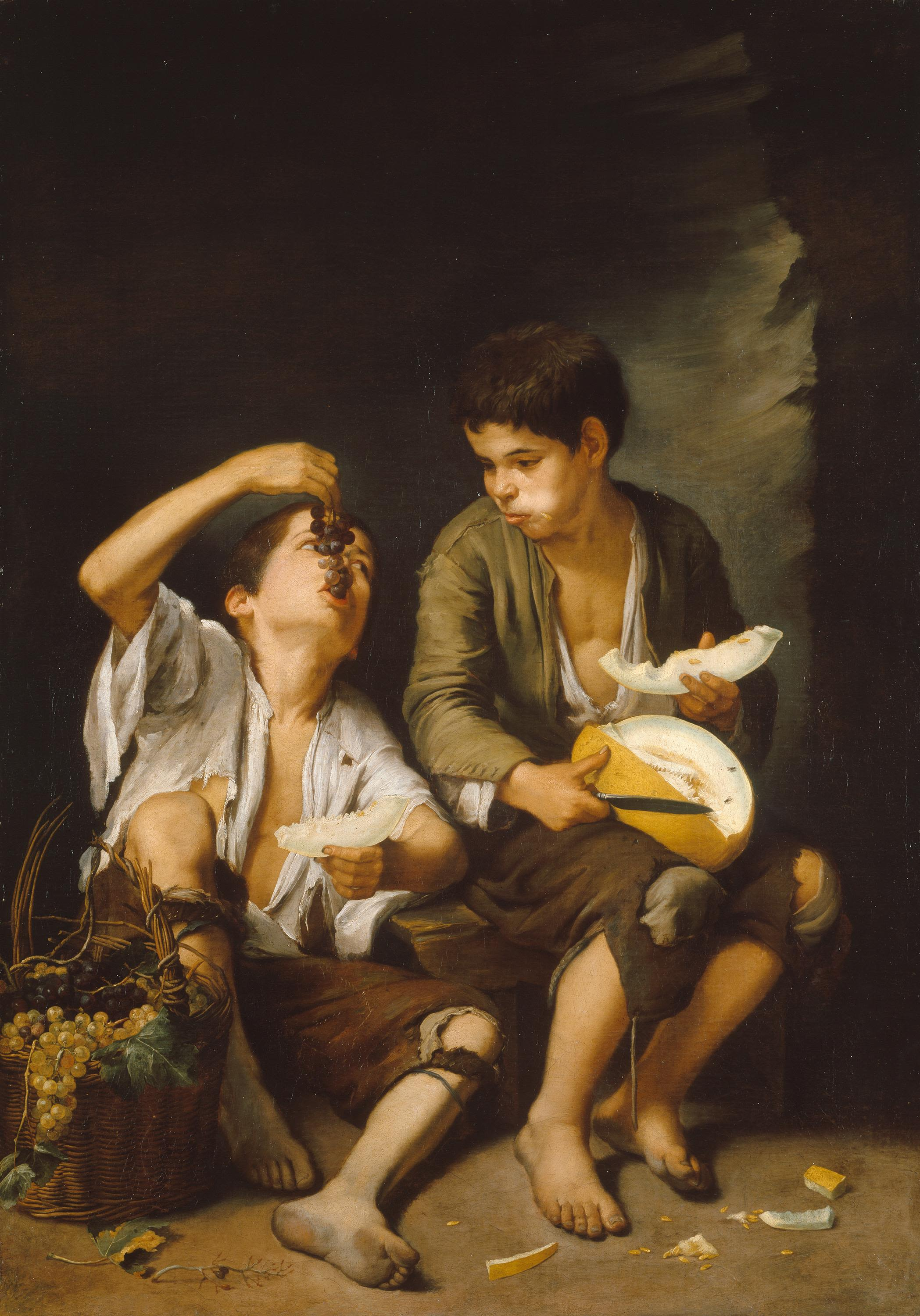
أكلي البطيخ والعنب

## روابط خارجية
- بارتولومه إستبان موريو على موقع الموسوعة البريطانية (الإنجليزية)
- بارتولومه إستبان موريو على موقع ميوزك برينز (الإنجليزية)
- بارتولومه إستبان موريو على موقع إن إن دي بي (الإنجليزية)
- بارتولومه إستبان موريو على موقع ديسكوغز (الإنجليزية)